# 平山省斎

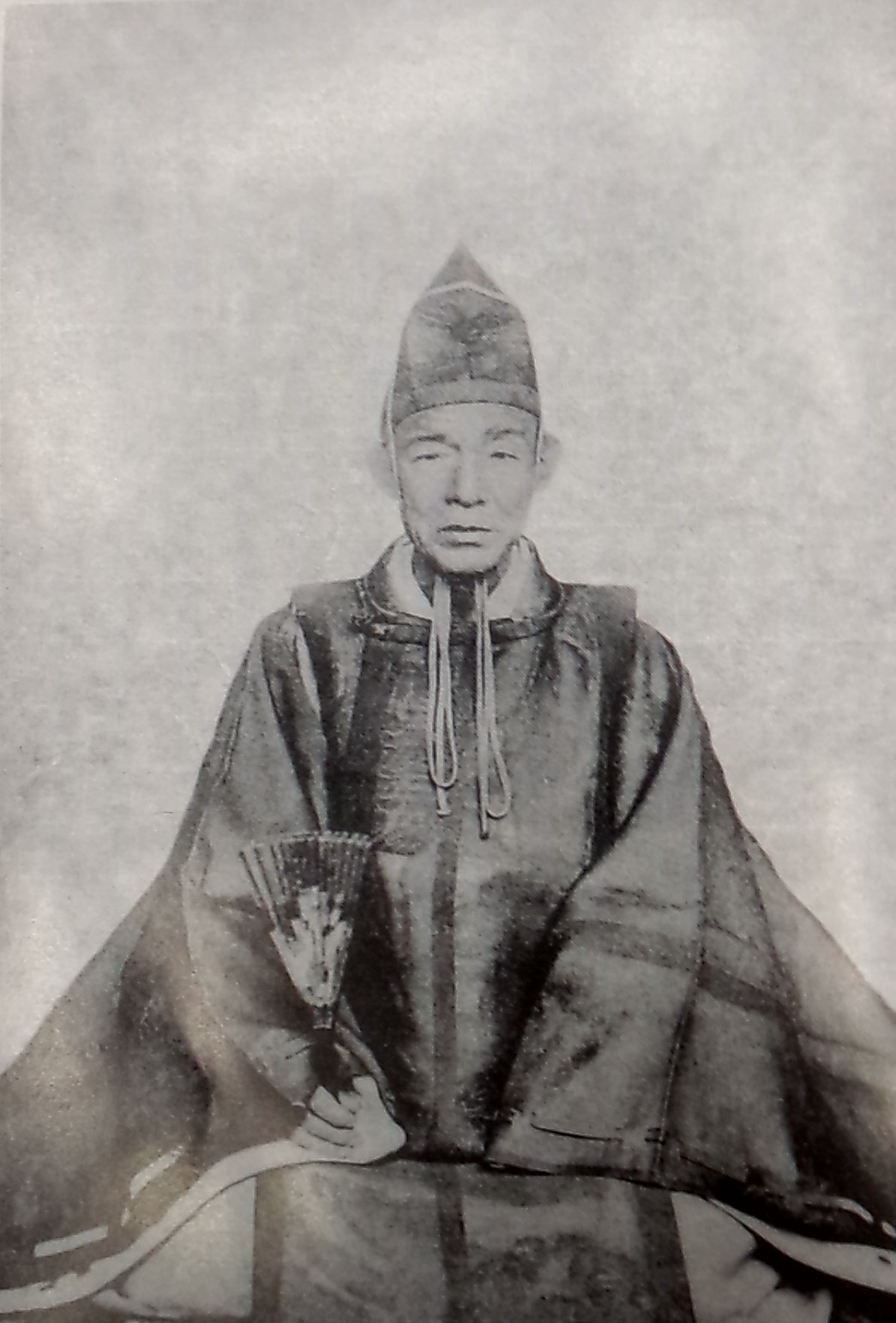
平山省斎

平山 省斎（ひらやま せいさい、文化12年2月19日〈1815年3月19日〉 - 明治23年〈1890年〉5月22日）は、江戸時代末期（幕末）の幕臣（旗本）、明治時代の神道家。本姓は黒岡。名は敬忠（よしただ）、字は安民、通称は謙二郎。号は省斎、素山道人。官途は従五位下図書頭。子に城之助、養嗣子に平山成信。

## 生涯
陸奥国三春藩士黒岡活円斎の子。20歳の時江戸に出て叔父で奥祐筆組頭の竹村七佐衛門宅に寄宿し安積艮斎に師事し、漢学や国学を学んだ。嘉永3年（1850年）小普請平山源太郎の養嗣子となり家督を継ぐ。翌年徒目付となる。安政元年（1854年）ペリーが再来航した時応接掛となった。この時、米艦から出て川崎近辺を徘徊していた乗員ビッティンガーを追跡しこれを送還する。また同年、蝦夷地用掛の堀利煕に従って陸奥国三厩に滞在していた際、箱館にて遊歩区域協定を迫るペリーの対応に苦慮していた松前藩の要請で急遽出張。既に面識のあった省斎たちはペリー側と交渉し、この主張を退けることに成功した。翌安政2年（1855年）には下田表御用を賞されて、金2枚および時服2襲を受く。安政4年（1857年）蕃書調所設置の勤労を賞された。同年、貿易事項取調のため長崎奉行水野忠徳らに従い長崎へと赴いて日露追加条約を審議した。
だが、将軍継嗣問題では一橋派とされた為、安政5年（1858年）安政の大獄で免職となり、差控を命ぜられた。文久3年（1863年）1月、箱館着。2月18日、箱館奉行支配組頭に任命される。この年、岡本監輔が一時省斎宅に寄宿。久春古丹在勤の調役宛に紹介状を書いてやり、岡本はそれを携え樺太へ渡った。慶応元年（1865年）二ノ丸留守居より目付となり、翌慶応2年（1866年）第二次長州征討において、老中・小笠原長行の小倉口陣営にあって、小倉藩からの援兵の要求を時期はすでに逸したとして却下したため、小倉城落城を招いてしまう。のちに将軍徳川慶喜の側近としてこれを補佐した。将軍名代として熱海に避寒中のフランス仏公使ロッシュを訪ね大坂城中における援幕単独会見の要求および徳川昭武のパリ万博派遣を告げた。慶応3年（1867年）若年寄並兼帯外国惣奉行となるが、慶応4年（1868年）の鳥羽・伏見の戦いで幕軍が惨敗した後、薩長勢力に対し強硬論を主張したために免職となり逼塞の処分を受けてしまう。
明治維新後は慶喜に従って静岡に移ったが、その後は神道家として活動を開始。明治5年（1872年）に教導職となり、明治8年（1875年）、日枝神社祠官、翌年には氷川神社大宮司の座に就いた。明治12年（1879年）に大成教会を結集して教長となる。明治15年（1882年）敬神愛国を唱える神道大成派（神道大成教）として独立し、初代管長となった。また御岳教の別派独立に際してその管長を兼ねた。明治22年（1889年）3月、佐久間象山の贈位祝祭の祭主を務めた帰途に倒れる。明治23年（1890年）5月没。著書に『平山省斎遺稿抄』がある。